# Bradley Adkins
Bradley Adkins (né le 30 décembre 1993 à Lubbock) est un athlète américain, spécialiste du saut en hauteur.

## Carrière
Troisième en 2,21 m des sélections olympiques américaines le 10 juillet 2016 à Eugene, il se qualifie pour Rio pour avoir obtenu le minima de 2,29 m en salle le 13 février 2016 à Fayetteville. Il avait établi son record personnel en salle avec la même mesure le 14 mars 2015 dans la même ville.

## Palmarès
| Date | Compétition     | Lieu           | Résultat | Marque |
| ---- | --------------- | -------------- | -------- | ------ |
| 2016 | Jeux olympiques | Rio de Janeiro | qual.    | 2,26 m |

## Records
| Épreuve         | Épreuve      | Performance | Lieu           | Date                         |
| --------------- | ------------ | ----------- | -------------- | ---------------------------- |
| Saut en hauteur | En plein air | 2,26 m      | Rio de Janeiro | 14 août 2016                 |
| Saut en hauteur | En salle     | 2,29 m      | Fayetteville   | 14 mars 2015 13 février 2016 |